# Dawn French
Dawn Roma French (ur. 11 października 1957 w Holyhead w Walii) – brytyjska aktorka komediowa.
Nominowana do nagrody BAFTA. Jest najbardziej znana z serialu komediowego French & Saunders, w którym występowała z jej partnerką komediową i współautorką programu Jennifer Saunders oraz z głównej roli Geraldine Granger w sitcomie Pastor na obcasach. W filmie Harry Potter i więzień Azkabanu zagrała postać Grubej Damy, która strzeże wieży Gryffindoru. Grała również w Opowieściach z Narnii jako pani Bóbr. Od 2013 roku jest jurorką Australia’s Got Talent.
W latach 1997–2007 występowała w reklamach telewizyjnych wyrobu czekoladowego Terry’s Chocolate Orange.

## Filmografia

### Seriale TV (wybrane)
Źródło:.
- 1987–2005, 2017: French and Saunders(inne języki) – różne role
- 1988: Bajarz – zła siostra #2 (odc. 7)
- 1992: Absolutnie fantastyczne – Kathy
- 1993: Legendy Wyspy Skarbów – Jim Hawkins (głos, sezon 1)
- 1994–2000, 2004–2007, 2013, 2015, 2020: Pastor na obcasach – Geraldine Granger, Geraldine Kennedy
- 1999: Torcik podano – Lisette
- 2000: Wodnikowe Wzgórze – Jaskierka (głos,  s2e8–9 / odc. 21–22)
- 2006: Agatha Christie: Panna Marple – Janet Erskine (s2e1 / odc. 5)
- 2006: Mała Brytania – Shelly Pollard (tylko lista płac[4], „Little Britain abroad” cz. 1), mama Vicki Pollard (cz. 2)
- 2006, 2008–2009: Panie z Clatterford(inne języki) – Rosie Bales
- 2008, 2011: Z Lark Rise to Candleford(inne języki)  – Caroline Arless
- 2009–2011: Psychoville(inne języki) – Joy Aston
- 2010–2012: Roger & Val Have Just Got In(inne języki)  – Val Stephenson
- 2013–2014: Pomyleni(inne języki) – Linda
- 2016–2019: Delicious(inne języki)  – Gina Benelli

### Filmy (wybrane)
Źróło:.
- 1996: Pinokio (Przygody Pinokia) – żona piekarza
- 1999: David Copperfield – pani Crupp[6]
- 2000: Maybe Baby – Charlene
- 2004: Harry Potter i więzień Azkabanu – Gruba Dama
- 2005: Opowieści z Narnii: Lew, czarownica i stara szafa – pani Bóbr (głos)
- 2006: Miłość i inne nieszczęścia – terapeutka
- 2009: Koralina i tajemnicze drzwi – panna Miriam Forcible, inny członek rodziny Forcible (głos)
- 2010: Safari – Angie (głos, angielski dubbing)
- 2016: Absolutnie fantastyczne: Film – przeprowadzająca wywiad
- 2022: Śmierć na Nilu – Bowers
- 2023: Magiczna słonica(inne języki) – siostra Marie (głos)

### Gry komputerowe
Źródło:.
- 1996: The Adventures of Pinocchio (film interaktywny)[8][9][10] – żona piekarza[11]
- 2020: Sackboy: Wielka przygoda(inne języki)[12] – Scarlet (głos)